# Tortuna landskommun
Tortuna landskommun var en kommun i Västmanlands län.

## Administrativ historik
Kommunen bildades 1863 i Tortuna socken i Siende härad i Västmanland. 
Vid kommunreformen 1952 inkorporerades kommunen i Tillberga landskommun.

## Politik

### Mandatfördelning i Tortuna landskommun 1938-1946
| 11 | 9 |

| 19 |

| 10 | 10 |

| 18 |

| 20 |

| 19 |